# Pachymenes difficilis
Pachymenes difficilis är en stekelart som först beskrevs av Edoardo Zavattari 1912.
Pachymenes difficilis ingår i släktet Pachymenes och familjen Eumenidae. Inga underarter finns listade i Catalogue of Life.